# Tadeusz Brudnik
Tadeusz Brudnik (ur. 30 sierpnia 1896 w Niepołomicach, zm. 8 grudnia 1956 w Niepołomicach) – starszy sierżant Wojska Polskiego, działacz niepodległościowy, kawaler Orderu Virtuti Militari.

## Życiorys
Urodził się 30 sierpnia 1896 w Niepołomicach, w rodzinie Andrzeja i Marii z Fitowskich. Absolwent szkoły ludowej i kursów kupieckich. Członek Drużyn Strzeleckich i Towarzystwa Gimnastycznego „Sokół”.
W 1914 wstąpił do Legionów Polskich, początkowo do 6 kompanii 2 pułku piechoty, a później, na własną prośbę, przeniesiony do 3 pułku piechoty. W lutym 1918 przydzielony został do Korpusu Posiłkowego, wkrótce jednak internowany na Węgrzech. 10 kwietnia 1918 został wcielony do c. i k. Pułku Piechoty Nr 45 i wysłany na front włoski, gdzie przebywał do 25 października 1918.
W grudniu 1918 wstąpił do odrodzonego Wojska Polskiego i otrzymał przydział do 15 pułku piechoty „Wilków”. Tam ukończył kurs podoficerski, mianowany został sierżantem i wyznaczony na stanowisko szefa kompanii szkolnej. W wojnie polsko bolszewickiej walczył w składzie 9 kompanii 15 pułku piechoty. W sierpniu 1920 wraz z 15 ludźmi pod Piszczą powstrzymał siedem ataków przeciwnika. Pod Nasielskiem skutecznie obszedł skrzydło nieprzyjaciela, zmuszając go do wycofania się. 5 września wyróżnił się w ataku na Stefanowicze. Za bohaterstwo w walce odznaczony został Krzyżem Srebrnym Orderu Virtuti Militari i awansowany na starszego sierżanta.
Po zakończeniu działań wojennych pozostał w zawodowej służbie wojskowej, a po sześciu latach, ze względu na stan zdrowia, zwolniony został z wojska. Pracował jako pracownik kontraktowy z XIV grupą uposażenia w 2 dywizjonie pociągów pancernych w Niepołomicach, w charakterze stróża strzelnicy. Był osobą niedowidzącą. Zmarł w Niepołomicach i tam został pochowany.
Był żonaty z Wandą Szczęsną, z którą miał syna Tadeusza (ur. 21 grudnia 1921).

## Ordery i odznaczenia
- Krzyż Srebrny Orderu Virtuti Militari nr 146[1]
- Krzyż Niepodległości[6]
- Krzyż Walecznych[6][2]
- Medal Pamiątkowy za Wojnę 1918–1921[6]
- Medal Dziesięciolecia Odzyskanej Niepodległości[6]
- Brązowy Medal Waleczności[7]